# Borgo
Pour les articles homonymes, voir Borgo (homonymie).
Borgo est une commune dans la circonscription départementale de la Haute-Corse et le territoire de la collectivité de Corse.
Le village appartient à la piève de Marana dont il est historiquement le chef-lieu.

## Géographie
Les communes limitrophes sont Biguglia, Lucciana, Rutali et Vignale.

### Situation
Borgo se trouve dans le nord-est de la Corse, à une quinzaine de kilomètres au sud de Bastia, l'une des quatre communes composant la plaine de la Marana au sud de l'agglomération bastiaise.

### Relief
Son territoire s'étend depuis la crête du petit massif schisteux de Stella à l'ouest, jusqu'au cordon lagunaire de la Marana bordant la mer Tyrrhénienne à l'est. La majeure partie de sa superficie est située en plaine, jusqu’au niveau de la mer, comprenant une partie de l’étang de Biguglia et du cordon lagunaire (le lido de la Marana) qui sépare l’étang de la mer. L'autre partie est un relief montagneux, accidenté, qui comprend le village historique dominant la plaine à une altitude de 320 mètres.

### Limites territoriales
La commune de Borgo est limitée :
- au nord, par le cours du ruisseau de Figareto, depuis un point situé à 158 m d'altitude, jusqu'à 250 m en aval du pont de Turchine où il prend le nom de Pietre Turchine, traversant auparavant la zone industrielle des Chênes et la RN 193 (2 x 2 voies). La démarcation devient alors une ligne quasi droite orientée E-NE jusqu'à l'étang de Biguglia. De là, elle devient une ligne droite orientée au nord-est jusqu'à la mer Tyrrhénienne, coupant en deux l'étang, l'île de San Damiano puis le cordon lagunaire au nord du lotissement U Stagnu.
- à l'est, par une ligne de crête orientée au sud-ouest, partant du ruisseau de Figareto depuis le point à l'altitude 158 m, grimpant rapidement vers Punta Orniccia (666 m), Cima del Forno (747 m), Pietra Ellerata (888 m), Serrale (1 053 m), Cime des Taffoni (1 177 m) point culminant de la commune, « à cheval » sur Rutali, Vignale et Borgo.
- au sud, depuis la Cime des Taffoni, la démarcation repart direction sud-est, descend la ligne de crête vers Pietra a l'Altare sans l'atteindre pour s'orienter plein est, descendant le ravin de Salge, frôlant au nord l'ancien couvent Saint-François et le cimetière de Lucciana. Le ruisseau de Mormorana devient alors la ligne de partage entre Borgo et Lucciana jusqu'à son niveau 29 m, au lieu-dit Ajercaja. De ce point, la démarcation se traduit par une ligne droite orientée E-NE vers la mer, coupant les pistes de l'aérodrome de Poretta, frôlant le sud de l'étang de Biguglia et passant tout au nord du lotissement de la Marana avant d'atteindre la côte.
- à l'est, la commune possède une façade maritime comprise entre le nord du lotissement de u Stagnu au nord, et le nord du lotissement de la Marana au sud. C'est une partie de la longue bande de sable bordant le lido de la Marana.

### Hydrographie
La commune est arrosée par trois petits cours d'eau qui naissent aux flancs du massif de Stella : ruisseau de Pietre Turchine, ruisseau de Mormorana et ruisseau de Rasignani. Ce dernier, le plus important, prend sa source sous la Cime de Stella (1 024 m). Tous trois se jettent dans l'étang de Biguglia.
La partie plaine est fertile, cultivée (cultures maraîchères, vergers de fruitiers). Le sud-est de la plaine, entre aérodrome et étang, sablonneux, est depuis longtemps exploité par l'extraction de sable destiné à la construction. Les excavations forment de nouveaux plans d'eau saumâtre.

### Climat et végétation
La commune est exposée à l'est, comme toutes les communes de la façade orientale du nord de l'île. Elle est soumise aux vents du nord, de nord-est et d'est, soit la tramuntana hivernale, vent du nord sain mais violent, sec et glacial, le gregale vent humide du nord-est qui apporte la neige en hiver, et le levante (ou livanti) humide, malsain vent d'est.
Borgo est abrité du terrible libeccio vent d'ouest qui souffle un peu plus au nord, sensible jusqu'au défilé du Lancone. L'aéroport se trouve ainsi relativement abrité de ce vent violent.
Les flancs du massif de Stella sont verts, boisés. L'extrême sud-est de la commune, soit la partie comprise entre Pietra Ellerata et Cime des Taffoni, est recouvert du Bois de Stella, de la forêt territoriale de Stella.

### Voies de communication et transports

#### Accès routiers
Rivinco, le nouveau centre de la Città di Borgo, situé à une quinzaine de kilomètres au sud de Bastia, est traversé par la Route nationale 193. Le prolongement de la 2 × 2 voies (Route nationale 193) Bastia - Borgo en direction de l'aéroport de Bastia Poretta et plus au sud vers Vescovato, est en voie d'être ouvert à la circulation (2012). La voie reliant Borgo à Vescovato a été ouverte mais seulement le premier tronçon c'est-à-dire de Borgo à Lucciana, le deuxième tronçon sera ouvert vers le mois de janvier. ()
Du Rivinco part la D 7, une route qui conduit au village mais qui permet de se rendre, soit au village de Lucciana en empruntant la D 107, soit aux villages balcons (Vignale, Scolca, Volpajola, Campitello, etc.) dominant la rive gauche du Golo en continuant sur la D 7.
Le lido est parcouru par la route D 107, doublée par une piste cyclable.

#### Transports
Borgo est desservie par les chemins de fer de la Corse avec un arrêt au Rivinco.
Borgo est tout proche de l'aéroport de Bastia Poretta dont une partie des terrains et pistes sont situées sur son territoire.
Le port de commerce de Bastia est distant de 16 km du Rivinco.

### Communes limitrophes

Panorama du village.

| Rutali                       | Biguglia | Mer Tyrrhénienne |
| Rutali Prunelli-di-Casacconi | Borgo    | Mer Tyrrhénienne |
| Prunelli-di-Casacconi        | Lucciana | Mer Tyrrhénienne |

## Urbanisme

### Typologie
Au 1er janvier 2024, Borgo est catégorisée ceinture urbaine, selon la nouvelle grille communale de densité à sept niveaux définie par l'Insee en 2022.
Elle appartient à l'unité urbaine de Borgo, une agglomération intra-départementale regroupant six  communes, dont elle est ville-centre,,. Par ailleurs la commune fait partie de l'aire d'attraction de Bastia, dont elle est une commune de la couronne,. Cette aire, qui regroupe 93 communes, est catégorisée dans les aires de 50 000 à moins de 200 000 habitants,.
La commune, bordée par la mer Méditerranée, est également une commune littorale au sens de la loi du 3 janvier 1986, dite loi littoral. Des dispositions spécifiques d’urbanisme s’y appliquent dès lors afin de préserver les espaces naturels, les sites, les paysages et l’équilibre écologique du littoral, tel le principe d'inconstructibilité, en dehors des espaces urbanisés, sur la bande littorale des 100 mètres, ou plus si le plan local d’urbanisme le prévoit.

### Occupation des sols
L'occupation des sols de la commune, telle qu'elle ressort de la base de données européenne d’occupation biophysique des sols Corine Land Cover (CLC), est marquée par l'importance des forêts et milieux semi-naturels (32,9 % en 2018), néanmoins en diminution par rapport à 1990 (36 %). La répartition détaillée en 2018 est la suivante : 
milieux à végétation arbustive et/ou herbacée (20,8 %), eaux maritimes (19,2 %), zones agricoles hétérogènes (16,3 %), zones urbanisées (10,4 %), forêts (9,7 %), prairies (7,4 %), cultures permanentes (4,4 %), zones industrielles ou commerciales et réseaux de communication (2,5 %), espaces ouverts, sans ou avec peu de végétation (2,4 %), zones humides côtières (2,1 %), terres arables (2 %), espaces verts artificialisés, non agricoles (0,7 %), zones humides intérieures (0,7 %), eaux continentales (0,7 %), zones agricoles hétérogènes (16,3 %). L'évolution de l’occupation des sols de la commune et de ses infrastructures peut être observée sur les différentes représentations cartographiques du territoire : la carte de Cassini (XVIIIe siècle), la carte d'état-major (1820-1866) et les cartes ou photos aériennes de l'IGN pour la période actuelle (1950 à aujourd'hui).

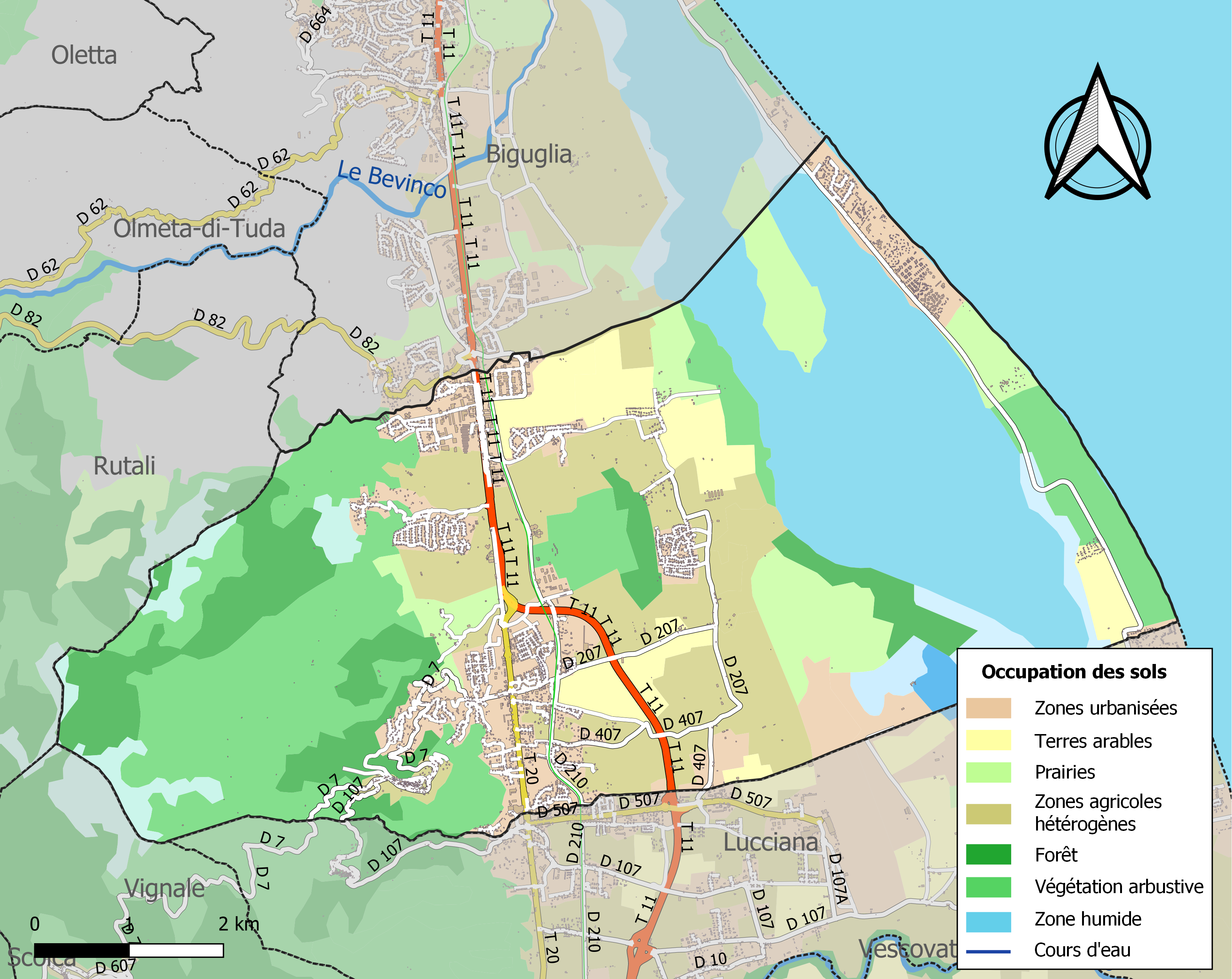
Carte des infrastructures et de l'occupation des sols de la commune en 2018 (CLC).
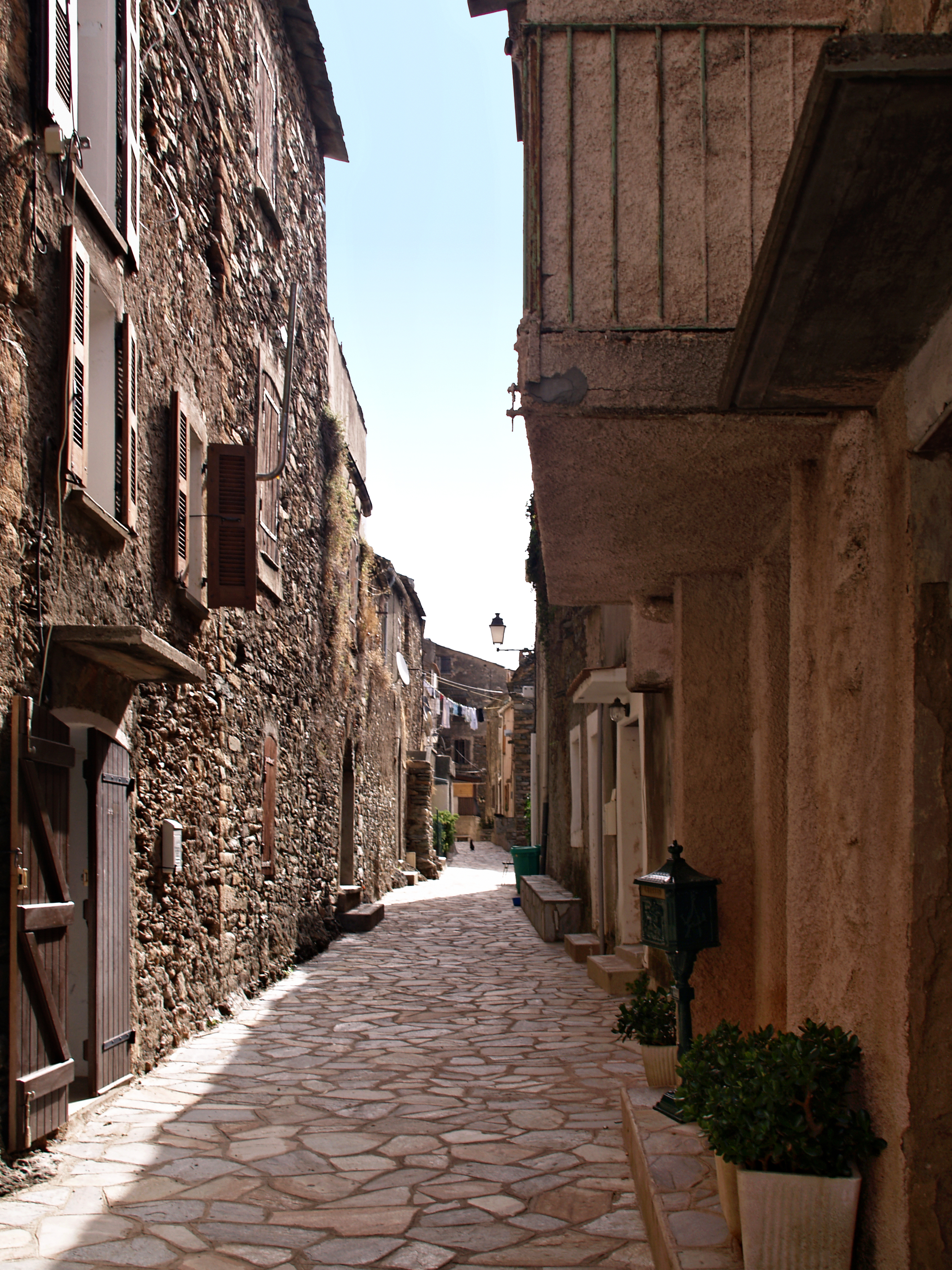
Venelle du vieux village.

### Borgo

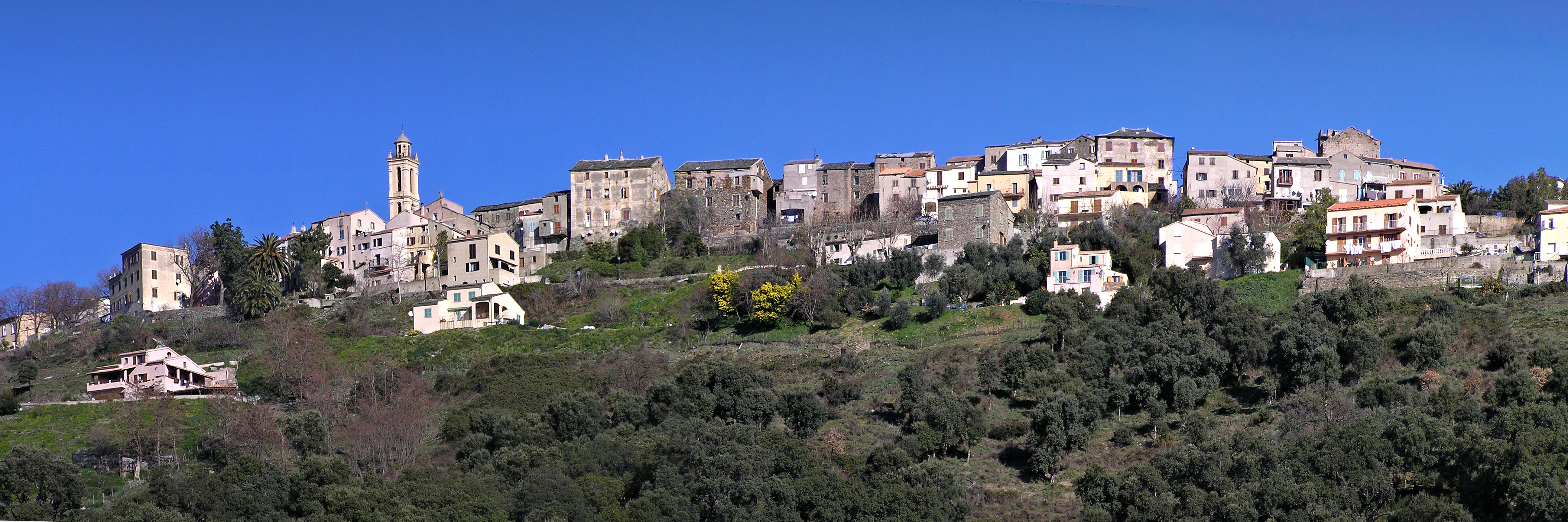
Panorama du village.

Le vieux village de Borgo est perché sur un promontoire rocheux, dominant la plaine et la mer. Par beau temps, on découvre sur l'horizon des îles de l'archipel toscan : l'île d'Elbe, la Pianosa, l'île de Montecristo. Les hautes maisons en schiste sont couvertes de lauzes, alignées sur la crête et présentent une architecture homogène.
Autrefois regroupés au village, bâti à environ 300 mètres d'altitude, la majorité des gens habitent de nos jours dans la plaine et sur le lido. Plusieurs lotissements ont été créés sur la commune : Poggiale, Santa Catalina, Lanciatojo, Sant' Ornello…, mais aussi des immeubles au Rivinco et à Crocetta, « à cheval » de nos jours sur Lucciana et Borgo.

### Rivinco
Revinco situé entre l'étang et la montagne, est le nouveau centre de la Città di Borgo. S'y trouve le centre administratif, le bureau de La Poste, le groupe scolaire, la gare, les commerces, etc.

### Le lido de la Marana
Avec ses 10 km de plage de sable, dont une partie est propriété du Conservatoire du littoral (zone protégée de l’étang de Biguglia), une offre touristique de quelque 8 000 lits, Borgo est classée ville touristique.
Le cordon lagunaire de la Marana est le « poumon vert » de la commune. Dans cet espace naturel, à la fois site touristique et lieu de loisirs, résident de façon permanente plus de mille personnes. Deux centres de vacances y sont installés.

## Histoire

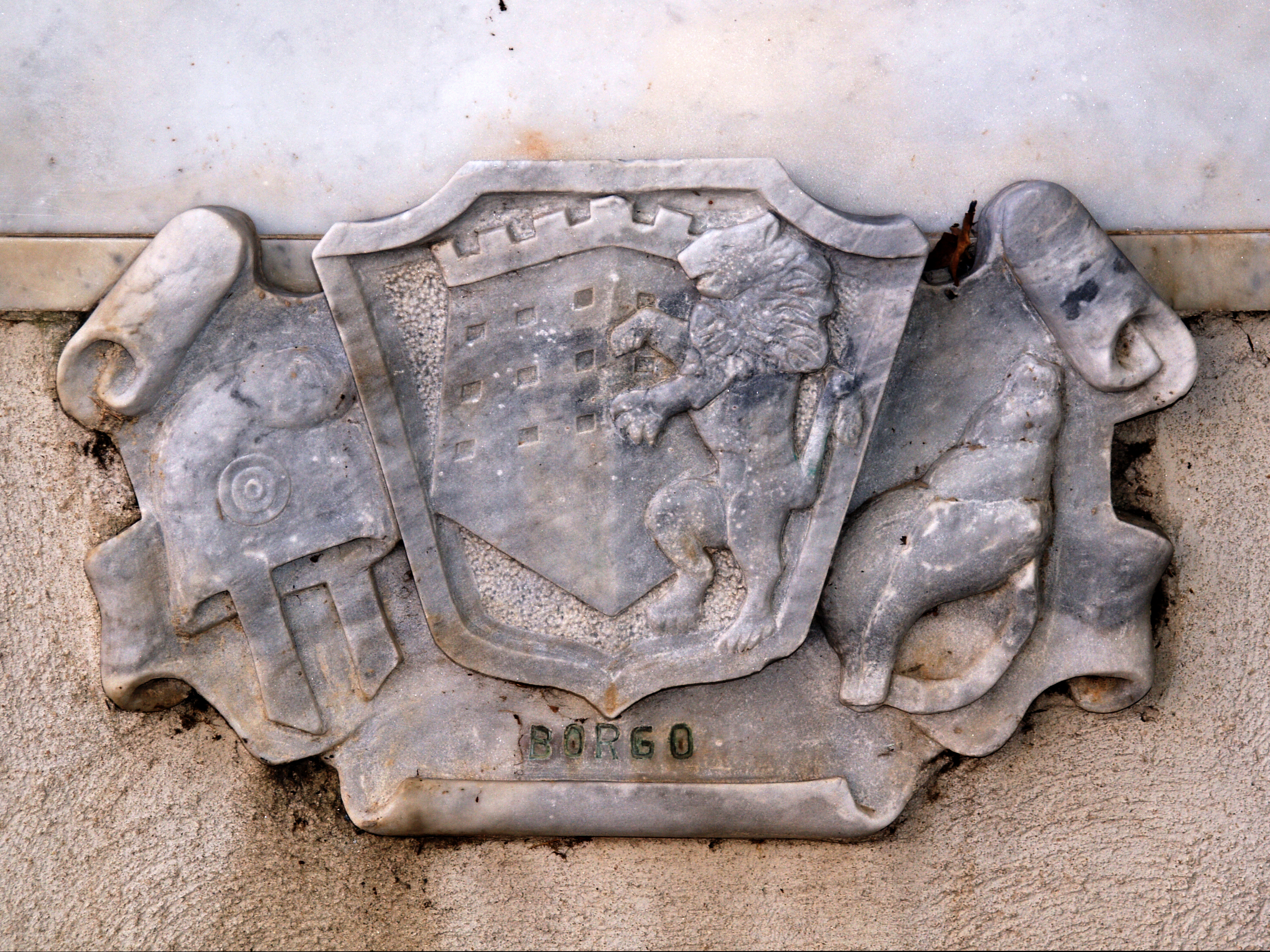
Armoiries du village.

### Antiquité
Un premier foyer de peuplement voit le jour progressivement avec la sédentarisation de colonies agricoles. Les Romains puis les Étrusques affectionnaient la côte orientale de l’île riche en terres fertiles. Ils développèrent différentes cultures sur la rive gauche du Golo. Ce fleuve qui est le plus grand de Corse se jetait alors dans l’étang de Chiurlinu. Depuis plusieurs siècles, il se jette directement dans la mer.
Après la chute de l’Empire romain, les pillards vont menacer le territoire. Les attaques de barbares et de pirates inciteront la population à migrer vers les sommets. Les bourgades côtières sont détruites une à une lors des razzias. La géographie va conditionner l’histoire et le village de Borgo s’érigera sur une crête dont il occupe toute la largeur, dominant la plaine permettant ainsi d’avoir un point de vue sur les alentours.

### Moyen Âge
Vers 1500, on venait de toute l’île afin de présenter le bétail à Saint Appien.
Vers 1520, la pieve de Marana comptait environ 1 500 habitants. Elle avait pour lieux habités : Luciana, lo Vignale, lo Borgo, la Serra, Santo Apiano.

### Temps modernes
Le village de Borgo a été à plusieurs reprises le théâtre de faits marquants dans l'histoire de la Corse.

#### Batailles de Borgo

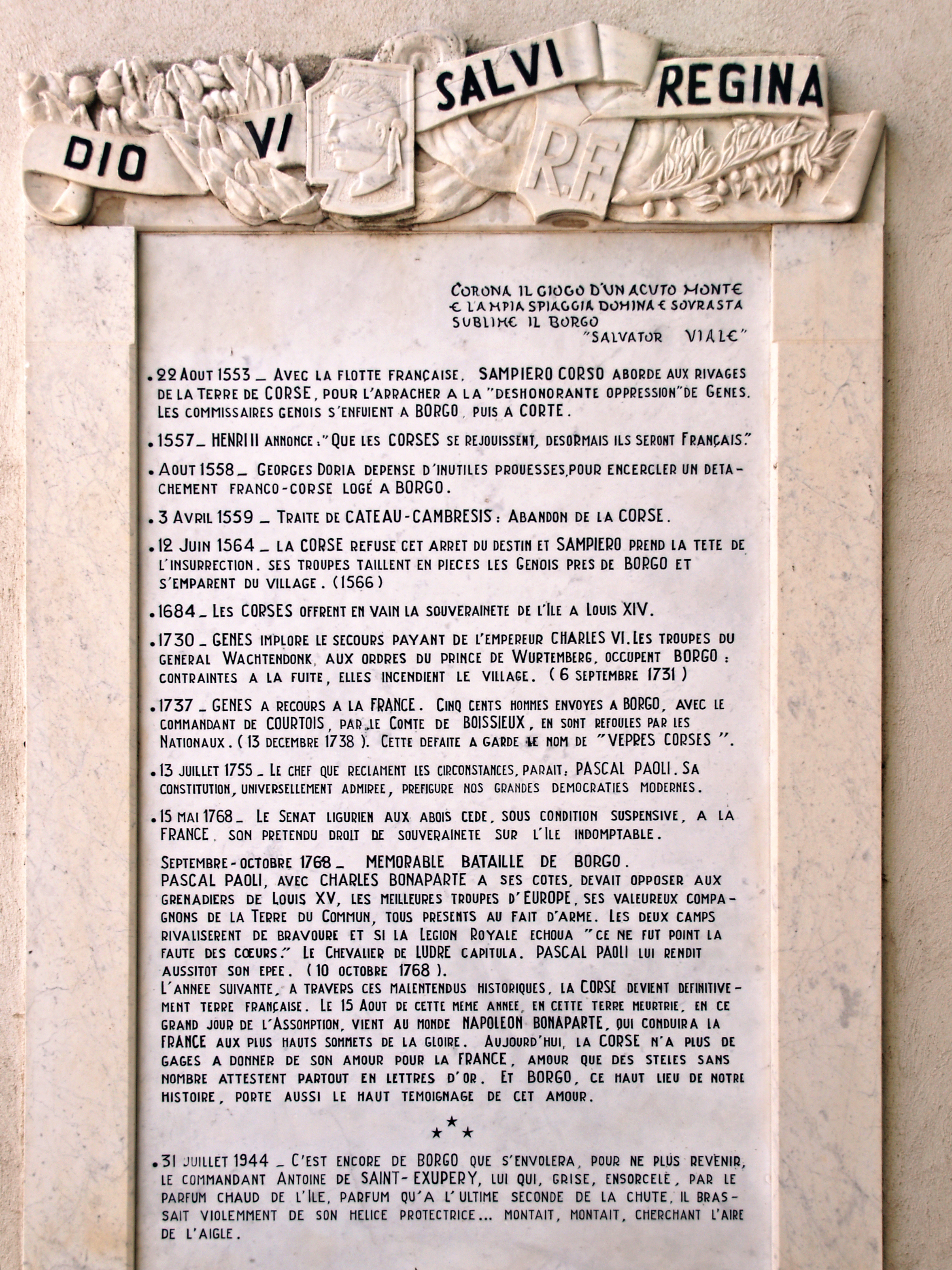
Plaque commémorative.

- En 1738 Gènes demanda au roi de France, Louis XV son aide afin de lutter contre les assauts Corses. En février 1738, un corps expéditionnaire français, sous les ordres du général de Boissieux[Note 5] débarque en Corse. Réclamant un désarmement des Corses, le corps expéditionnaire qui se dirigent vers le Borgu est attaqué et subit un échec cuisant le 13 décembre 1738, appelé les « Vêpres corses ». Le détachement du régiment d'Auvergne installé dans le village réussit à se dégager. Ils battent en retraite avec des pertes.

Ceci sera mis en forme avec le traité de Versailles du 12 juillet 1737. Le Comte de Boissieux arrive par Saint-Florent avec six régiments de trois mille soldats. Plusieurs foyers de résistance se mirent en place.
- En 1768, les 8, 9 et 10 octobre, le village est de nouveau le théâtre de la retentissante bataille de Borgo.

Charles François Dumouriez, présent à la bataille du Borgu en 1768, a écrit : « Les Corses remportèrent tout l’honneur de cette bataille qui, légèrement entreprise et imprudemment conduite, fut si honteusement terminée. ». Après avoir offert ses services aux Corses en lutte contre les Génois, il était venu dans l’île au mois d’août 1768 comme aide-maréchal des logis dans l’armée française.
À cette bataille participa François-Antoine Gaffori, dit Gafforiu, fils de Jean-Pierre Gaffori (Corti 1744-1796). Capitaine des milices de Pascal Paoli en 1744, il fit partie du Conseil suprême de la Nation corse en 1767. En 1769, chargé de la défense de Lentu, il laissa passer les Français. Il en fut récompensé avec les galons de major dans la Légion corse du marquis d’Arcambal (1773) puis ceux de colonel à la tête du Régiment provincial (1777).
Avec la Révolution qui crée le département de Corse avec Bastia comme préfecture, la piève de Marana en 1790 le canton de Marana, puis en 1793, le canton de Mariana (incluant également Furiani et Biguglia). Le canton prend en 1828 le nom de canton de Borgo.

### Époque contemporaine
Le 31 juillet 1944, l'aviateur Antoine de Saint-Exupery s'envole du terrain militaire de Borgo pour son dernier voyage.
En 1954, le canton de Borgo est composé des communes de Biguglia, Borgo, Lucciana et Vignale. Borgo comptait 913 habitants en 1954.

## Toponymie
En corse la commune se nomme U Borgu.

## Économie et société
Le long de la 2 x 2 voies (RN 193) se sont développées des zones industrielles - les Chênes / Valrose et commerciale, avec une grande surface à l'enseigne Carrefour.
Le centre administratif est installé dans la plaine, au Rivinco, où l'on trouve la mairie, la salle des fêtes, le bureau de La Poste, la perception, la gendarmerie, etc. La gare des CFC est également située au Rivinco.
Sur le territoire de la commune se trouve le campus de la Chambre de commerce et d'industrie de Bastia et de la Haute-Corse avec l'EGC, l'IMF.

## Politique et administration

### Liste des maires
| Période                                  | Période  | Identité                                | Étiquette | Qualité                                                  |
| ---------------------------------------- | -------- | --------------------------------------- | --------- | -------------------------------------------------------- |
| Les données manquantes sont à compléter. |          |                                         |           |                                                          |
| 1800                                     | 1808     | Orso Giacomo Mattei                     |           | Maire                                                    |
| 1808                                     | 1816     | Francesco Antonio Morati                |           | Maire                                                    |
| 1816                                     | 1820     | Giulio Francesco Morati                 |           | Maire                                                    |
| 1822                                     | 1826     | Francesco Antonio Morati                |           | Maire                                                    |
| 1826                                     | 1830     | Vincenzo de Sansonetti                  |           | Maire                                                    |
| 1836                                     | 1839     | Pierre-François Scolca                  |           | Maire                                                    |
| 1841                                     | 1848     | Jacques André Mattei                    |           | Maire                                                    |
| 1848                                     | 1852     | François Mattei                         |           | Maire                                                    |
| 1854                                     | 1858     | Félix Rocca                             |           | Maire                                                    |
| 1858                                     | 1864     | Antoine Baptiste Giovannoni de Ferrandi |           | Maire                                                    |
| 1866                                     | 1870     | Dominique Morati                        |           | Maire et conseiller général                              |
| 1871                                     | 1871     | Charles François Morati                 |           | Maire                                                    |
| 1872                                     | 1872     | Jean Antoine Morati                     |           | Maire                                                    |
| 1873                                     | 1874     | François Antonetti                      |           | Maire                                                    |
| 1874                                     | 1875     | Camille Pancrazi                        |           | Maire                                                    |
| 1881                                     | 1881     | Barthélémy Morati                       |           | Maire et consul en retraite                              |
| 1881                                     | 1882     | André Vincent Mariotti                  |           | Maire et Juge de paix                                    |
| 1882                                     | 1884     | Jean-Michel Ciavaldini                  |           | Maire                                                    |
| 1884                                     | 1888     | André-Vincent Mariotti                  |           | Maire et Juge de paix                                    |
| 1888                                     | 1888     | Jean-Michel Ciavaldini                  |           | Maire                                                    |
| 1888                                     | 1892     | Jean-Pierre Morati                      |           | Maire                                                    |
| 1892                                     | 1900     | Dominique Mattei                        |           | Maire                                                    |
| 1900                                     | 1913     | Jean Antoine Morati                     |           | Maire                                                    |
| 1919                                     | 1929     | Horace Morati                           |           | Maire                                                    |
| 1929                                     |          | Joseph Vesperini                        |           | Maire                                                    |
|                                          |          | Antoine Antoniotti                      |           | Maire                                                    |
| 1977                                     | 1983     | Dominique Antoniotti                    |           | Maire                                                    |
| 1983                                     | En cours | Anne-Marie Natali                       |           | Retraitée, maire présidente de la communauté de communes |

## Population et société

### Démographie
L'évolution du nombre d'habitants est connue à travers les recensements de la population effectués dans la commune depuis 1800. Pour les communes de moins de 10 000 habitants, une enquête de recensement portant sur toute la population est réalisée tous les cinq ans, les populations de référence des années intermédiaires étant quant à elles estimées par interpolation ou extrapolation. Pour la commune, le premier recensement exhaustif entrant dans le cadre du nouveau dispositif a été réalisé en 2006.

En 2022, la commune comptait 10 102 habitants, en évolution de +15,24 % par rapport à 2016 (Haute-Corse : +5,15 %, France hors Mayotte : +2,11 %).
| 1800 | 1806 | 1821 | 1831 | 1836 | 1841 | 1846 | 1851 | 1856 |
| ---- | ---- | ---- | ---- | ---- | ---- | ---- | ---- | ---- |
| 431  | 459  | 430  | 589  | 627  | 687  | 675  | 677  | 690  |

| 1861 | 1866 | 1872 | 1876 | 1881 | 1886 | 1891 | 1896 | 1901 |
| ---- | ---- | ---- | ---- | ---- | ---- | ---- | ---- | ---- |
| 761  | 717  | 787  | 717  | 723  | 803  | 849  | 903  | 959  |

| 1906  | 1911  | 1921 | 1926 | 1931 | 1936 | 1946 | 1954 | 1962 |
| ----- | ----- | ---- | ---- | ---- | ---- | ---- | ---- | ---- |
| 1 203 | 1 023 | 746  | 714  | 789  | 806  | 725  | 913  | 726  |

| 1968  | 1975  | 1982  | 1990  | 1999  | 2006  | 2011  | 2016  | 2021  |
| ----- | ----- | ----- | ----- | ----- | ----- | ----- | ----- | ----- |
| 1 600 | 2 650 | 3 413 | 3 773 | 5 002 | 6 750 | 7 742 | 8 766 | 9 678 |

| 2022   | - | - | - | - | - | - | - | - |
| ------ | - | - | - | - | - | - | - | - |
| 10 102 | - | - | - | - | - | - | - | - |

Statistiques : 51,1 % hommes ; 48,9 % de femmes. D’une manière générale à l’échelle nationale, les femmes sont statistiquement plus nombreuses que les hommes. Cet écart local en faveur des hommes s’explique par la présence de la maison d’arrêt.

### Vie militaire
Un camp militaire est situé au nord du Rivinco, proche de la maison d'arrêt de Borgo. Il est parfois occupé par des escadrons de la gendarmerie mobile en déplacement.
Juste en arrière du camp et de la prison, se situe le terrain de manœuvres de Borgo utilisé par le 2e REP de Calvi pour des sauts en parachute.

### Fêtes et loisirs
- Le 13 novembre, fête de Saint Appien, saint patron de Borgo.
- Piste cyclable pour la balade le long de la route D 107 du lido.

## Lieux et monuments

### Sites naturels
- La réserve naturelle de l'Étang de Biguglia

L’étang de Biguglia d’une superficie de 1 450 hectares s’étend sur les communes de Furiani, Biguglia, Borgo et Lucciana et constitue une réserve naturelle qui attire un peuple migrateur important. Cette zone de repos et de vie fut instituée par le décret no 94-688 du 9 août 1994 ayant pour but la préservation de la plus grande zone humide de Corse et la sauvegarde ornithologique tant d’un point de vue de la migration que de la nidification.

### Architecture sacrée

#### L'église de l'Annonciation
L'église paroissiale de l'Annonciation (L'Annunziata), située au cœur du village, est un édifice baroque daté du XVIIe siècle, classé monument historique par arrêté du 14 novembre 1988.
L'église renferme des œuvres classées MH :
- trois lanternes de procession de confrérie en fer polychrome du XIXe siècle[17] ;
- un meuble de sacristie du début XVIIIe siècle ; il provient sans doute du couvent franciscain de Lucciana[18]

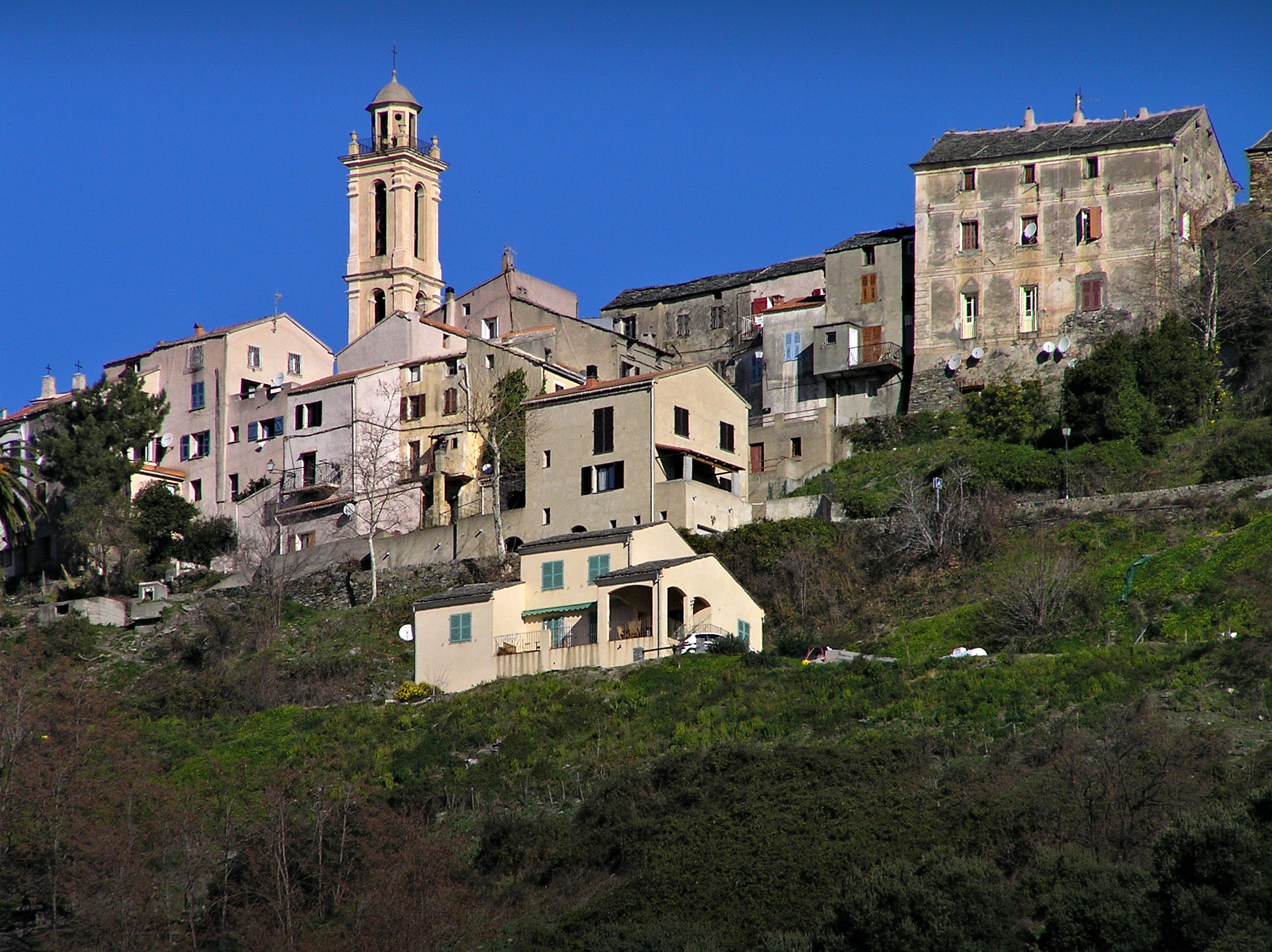
Le clocher de l'Eglise dépassant au dessus des maisons.
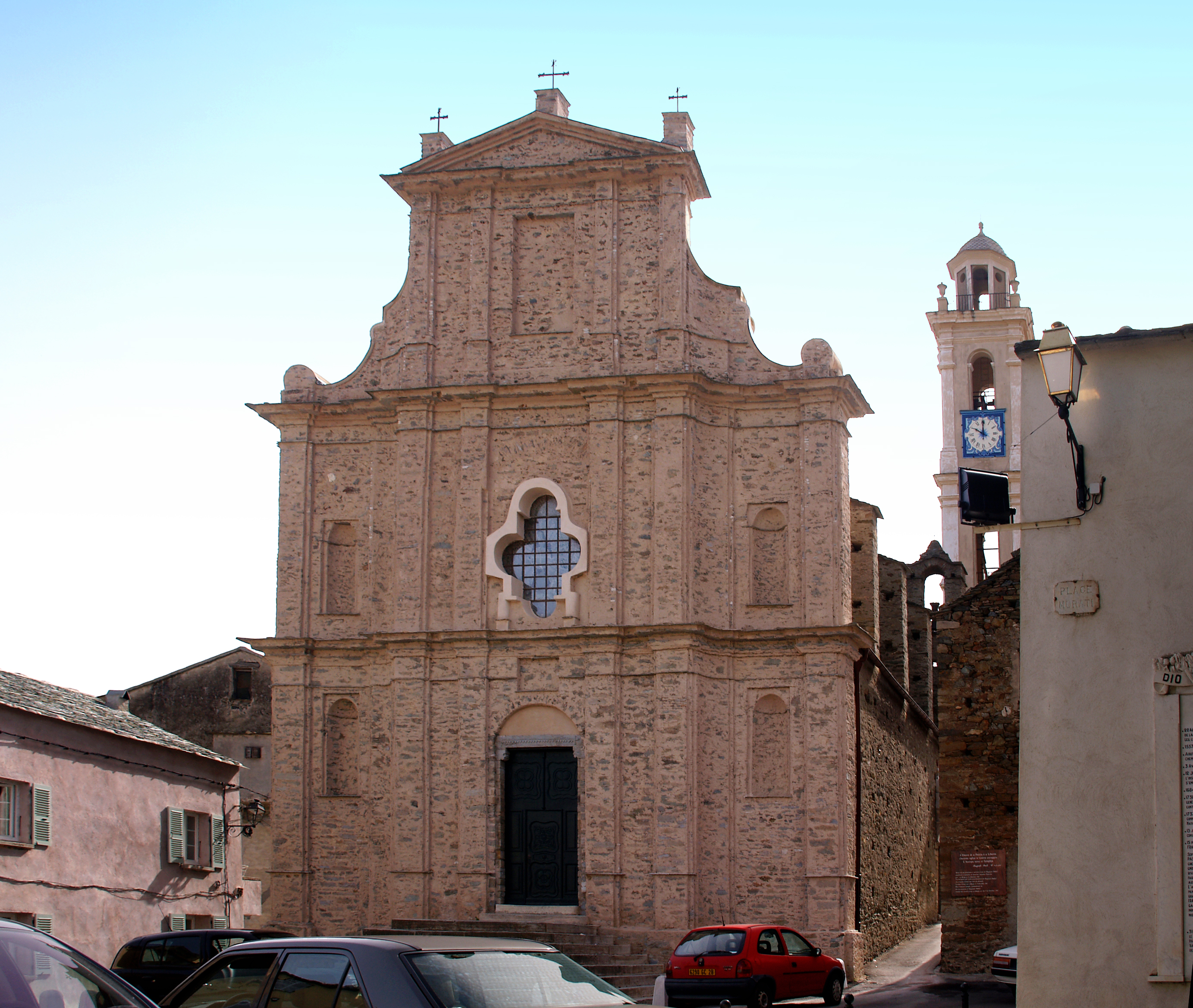
La Façade antérieure avec le portail de l'entrée.
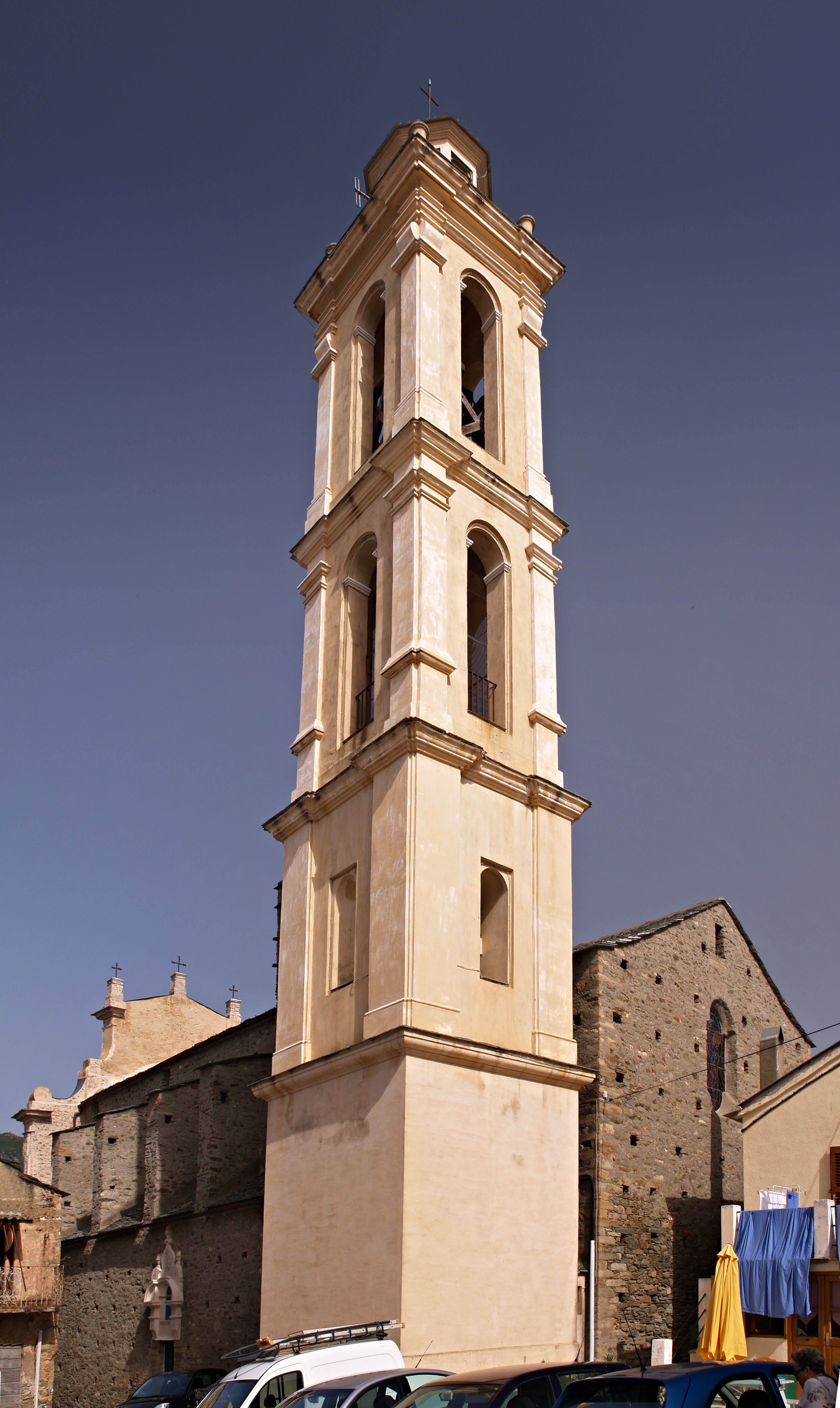
Le Clocher.

#### Campanile de Saint-Appiano
Les ruines importantes de cette église s’élèvent sur un petit promontoire surplombant le village. Elles servent actuellement de cimetière. Une description faite en 1781 montre que la vieille église avait encore ses images saintes et ses deux cloches. Son élégant campanile-arcade, s’est effondré dans un énorme fracas, faisant trembler le village le 12 février 1972.
Les deux cloches en bronze du campanile sont toutes deux classées MH par arrêté du 9 septembre 1969 :
- la cloche du XVe siècle[20];
- la cloche de 1728[21].

### Architecture civile
- Monument aux morts
- À quelques mètres de l'église de l'Annonciation, une stèle de marbre est apposée pour commémorer la victoire des troupes de Pascal Paoli sur les armées du royaume de France en octobre 1768.

### Héraldique
| Blason de Borgo | Blason  | De pourpre à la tour carrée posée en perspective, partie d'or et de gueules, ajourée du champ et crénelée du troisième, la face senestre chargée d'un lion du second brochant. |
| Blason de Borgo | Détails | Le statut officiel du blason reste à déterminer. |

### Citations
- « L'honneur de la Patrie et la Liberté publique requièrent aujourd'hui votre courage. L'Europe entière nous regarde. » - Pascal Paoli, Borgo, 9 octobre 1768.
- « Eccu a Borgu-la-Vittoria, rinfréscati la memoria. Qui si cuprinu di gloria li Miliziani Cirnesi, li Corsi contru i Francesi. » - Trinighellu, Dumenicu Carlotti.
- « Corona il giogo d'un acuto monte e l'ampia spiaggia domina e sovrasta sublime il Borgo. » - Salvator Viale.